# Battements de cœur
Pour plus de détails, voir Fiche technique et Distribution.
Battements de cœur (Batticuore), est une comédie de téléphones blancs italienne réalisée par Mario Camerini et sortie en 1939.
Il s'agit d'une adaptation du roman de Lilly Janusse. Le film a fait l'objet d'un remake en France sous le titre Battement de cœur en 1940 avec Danielle Darrieux et Claude Dauphin, puis d'un autre à Hollywood sous le titre Un cœur à prendre en 1946 avec Ginger Rogers et Basil Rathbone.

## Synopsis
L'apprentie Arlette, après avoir fréquenté une école de voleurs à Paris, est prise en flagrant délit par un ambassadeur qui, au lieu de la dénoncer, la charge de voler une montre à un autre ambassadeur. Le vol a lieu lors d'une soirée de bal : Arlette se fait également prendre, mais sa proie tombe éperdument amoureuse d'elle et l'épouse.

## Fiche technique
- Titre français : Battements de cœur
- Titre original italien : Batticuore[2]
- Réalisation : Mario Camerini
- Scénario : Mario Camerini, Leo Longanesi, Ivo Perilli, d'après le roman de Lilly Janusse.
- Photographie : Anchise Brizzi, Alberto Fusi
- Montage : Mario Camerini, Giovanna Del Bosco
- Musique : Cesare Andrea Bixio, Roberto Caggiano
- Décors : Gastone Medin
- Production : Giuseppe Amato
- Société de production : Produzione Era
- Pays de production :  Royaume d'Italie
- Langue originale : italien
- Format : Noir et blanc - 1,37:1 - Son mono - 35 mm
- Durée : 87 minutes
- Genre : comédie de téléphones blancs
- Dates de sortie :
  - Royaume d'Italie : 16 janvier 1939

## Distribution
- Assia Noris : Arlette
- John Davis Lodge : Lord Jerry Salisbury
- Luigi Almirante : Professeur Comte
- Rubi Dalma : Comtesse Maciaky
- Giuseppe Porelli : Comte Maciaky
- Maurizio D'Ancora : le petit voleur
- Armando Migliari : le commissaire
- Giulio Stival :
- Calisto Bertramo
- Romolo Costa
- Pina Gallini : la sœur du professeur Comte
- Guglielmo Barnabò
- Emilio Petacci
- Liliana Vismara
- Luisella Beghi
- Massimo Pianforini
- Aldo Capacci
- Bruno Calabretta
- Dino De Laurentiis : le marié
- Renato Alberini